# Mary Bateman
Pour les articles homonymes, voir Bateman.
 (mai 2019).
Marie Bateman (née à Asenby en 1768 et morte 20 mars 1809 à York) est une criminelle anglaise et une prétendue sorcière. Connue sous le nom de Yorkshire Witch, elle a été jugée et exécutée pour meurtre au début du XIXe siècle.

## Biographie
Fille d'agriculteur, elle nait à Asenby, North Yorkshire, en 1768. Elle devient servante à Thirsk, Yorkshire du Nord, mais est renvoyée pour larcins. Dans les années 1780, elle continue les petits larcins et les escroqueries, convaincant souvent ses victimes qu'elle possède des pouvoirs surnaturels. À la fin du siècle, elle était devenue une diseuse de bonne aventure renommée à Leeds où elle prescrivait des potions agissant comme médicament ou chassant les mauvais esprits.
En 1806, elle crée l'arnaque connue sous le nom de  The Prophet Hen of Leeds : des poules pondaient des œufs sur lesquels étaient inscrits Jésus arrive, annonçant la fin des temps. En fait, elle gravait des œufs à l'acide et les réinséraient dans l'oviducte de la poule.
En 1806, Bateman est approchée par William et Rebecca Perigo qui pensaient être ensorcelés, car Rebecca se plaignait de douleurs à la poitrine ; ils lui demandent de lever le sort. Les mois suivants, Bateman commence à leur donner du pudding empoisonné. Alors que Rebecca mangeait régulièrement du gâteau, son mari était incapable d'en manger plus d'une cuillère. L'état de Rebecca empire et elle meurt en mai 1806. William Perigo continue à la payer pendant deux ans, mais se rend compte finalement que les « charmes » que sa femme et lui avaient reçus n'ont aucun effet. Il alerte les autorités et Bateman est arrêtée lors d'un rendez-vous avec William.
Bien qu'elle proclame son innocence, une fouille de sa maison met au jour du poison ainsi que de nombreux objets personnels de ses victimes, y compris des objets appartenant aux Perigo. En mars 1809, elle est jugée à York et déclarée coupable de fraude et de meurtre. Condamnée à mort, Bateman tente d'éviter son exécution en prétendant qu'elle est enceinte, mais un examen médical réfute la grossesse. Emprisonnée à la prison pour femme de York (en), elle est finalement pendue aux côtés de deux hommes le 20 mars 1809. Après son exécution, son corps est exposé au public. Des bandes de sa peau sont tannées et vendues comme charmes magiques pour chasser les mauvais esprits.

## Héritage
Le squelette de Bateman a été exposé au public au Musée Thrackray (en) de Leeds jusqu'en 2015, date à laquelle il a été retourné à l'Université de Leeds.
Une émission de télévision de la BBC, avec la participation d'une descendante de Bateman (Tracy Whitaker), montre le crâne de Bateman scanné au LASER pour obtenir une représentation de son visage.